# 1000-ні до н. е.

## Події
- 1004 до н. е. — армія Ізраїльського царства зазнала поразки в битві з філістимлянами при горі Гільбоа.
- Близько 1000 до н. е. — пікти переселилися до Шотландії з континентальної Європи.
- Близько 1000 до н. е. — Колонією фінікійців стала Мальта.
- Близько 1000 до н. е. — початок залізної доби в Егеїді.
- Близько 1000 до н. е. — Делос заселений греками замість карійців. Вторгнення дорійців на Родос.
- Близько 1000 до н. е. — культура "будівельників на пагорбах " в Північній Америці.
- Близько 1000 до н. е. — Заселення з Мікронезії островів Маршалла.
- Близько 1000 до н. е. — перші поселення меланезійців на Палау і Фіджі, полінезійців на Тонга і Самоа.
- Близько 1000 до н. е. — III—IV століття н. е. — Міграція народів банту з Камерун а в Південну Африку. Розселення в Південній Африці.

## Правителі
- фараони Єгипту Псусеннес I та Аменемопет;
- цар Ассирії Ашшур-рабі II;
- царі Вавилонії Сімбар-Шиху, Еа-мукін-шумі, Кашшу-надін-ахі та Еулмаш-шакін-шумі;
- ван Китаю Кан-ван.